# محطة قطار كريات موتسكين
محطة قطار كريات موتسكين (بالعبرية: תחנת הרכבת קרית מוצקין) هي محطة قطار للركاب تخدم منطقة الكريوت في شبكة خطوط السكك الحديدية الإسرائيلية. تقع المحطة في وسط الكريوت شمالي إسرائيل، بين كريات موتسكين وكريات شموئيل (حي في حيفا) على الخط الرئيسي لخطوط السكك الحديدية الإسرائيلية على السكة الحديدية الساحلية. تقع المحطة على بعد حوالي عشرة كيلومترات من محطة قطار حيفا التاريخية.

## تاريخ
بُني خط سكة الحديد بين حيفا وعكا قبل الحرب العالمية الأولى بوقت قصير على يد الحكومة العثمانية. يمر الخط عبر سهل عكا المُقْفِر، كتمديد قصير من سكة مرج بن عامر شمالاً باتجاه عكا باستخدام سكة حديد ضيقة. في عام 1935 بعد استيطان كريات موتسكين على يد عائلات المهاجرين اليهود، عينوا نقطة توقف باسم «محطة سبِينْيَة» (بالعبرية: תחנת סבִּינְיׇה) حيث تقع محطة كريات موتسكين الآن. كانت مكانًا متفق عليه لتوقف القطارات لغرض حمل وإنزال الركاب، بدون رصيف أو مبنى محطة على خط حيفا - عكا. كانت نقطة التوقف هذه وسيلة النقل الوحيدة لسكان كريات موتسكين والمنطقة المحيطة بها.
في عام 1937 مع إقامة معسكرات الجيش البريطاني في المنطقة شمال موقع المحطة، أعيد تمهيد السكة الحديدية من حيفا لتصل إلى المعسكرات بعرض سكة قياسي. وأصبح موقع المحطة رسميًا محطة قطار كريات موتسكين، وأُقيم مبنى صغير ليستخدمه عمال القطار وفُتحت به نافذة بمثابة آلة تسجيل النقد. كما أُقيمت مظلة مع مقاعد بجانب المبنى ليستخدمها المسافرين عند الانتظار. خلال الحرب العالمية الثانية مُددت السكة الحديدية إلى شمال عكا، فأصبحت محطة كريات موتسكين على خط بيروت - طرابلس - حيفا.

## تصميم
على الرغم من أن اسم المحطة يشير إلى أن مكانها في كريات موتسكين، إلا أنها في الواقع تقع في منطقة تابعة لبلدية كريات شموئيل أحد أحياء حيفا. في المحطة سكة حديد مزدوجة؛ سكة شرقية ملاصقة لرصيف 1 للقطارات المتجهة جنوبًا، وسكة غربية ملاصقة لرصيف 2 للقطارات المتجهة شمالًا. في المحطة رصيفين جانبيين رصيف 1 ملاصق لكريات موتسكين، ورصيف 2 ملاصق لكريات شموئيل ويربطهما ممر تحت الأرض. من الممكن الدخول إلى المحطة أو الخروج منها من صالتين للركاب واحدة عند كل رصيف، في جميع ساعات اليوم.